# Gonow

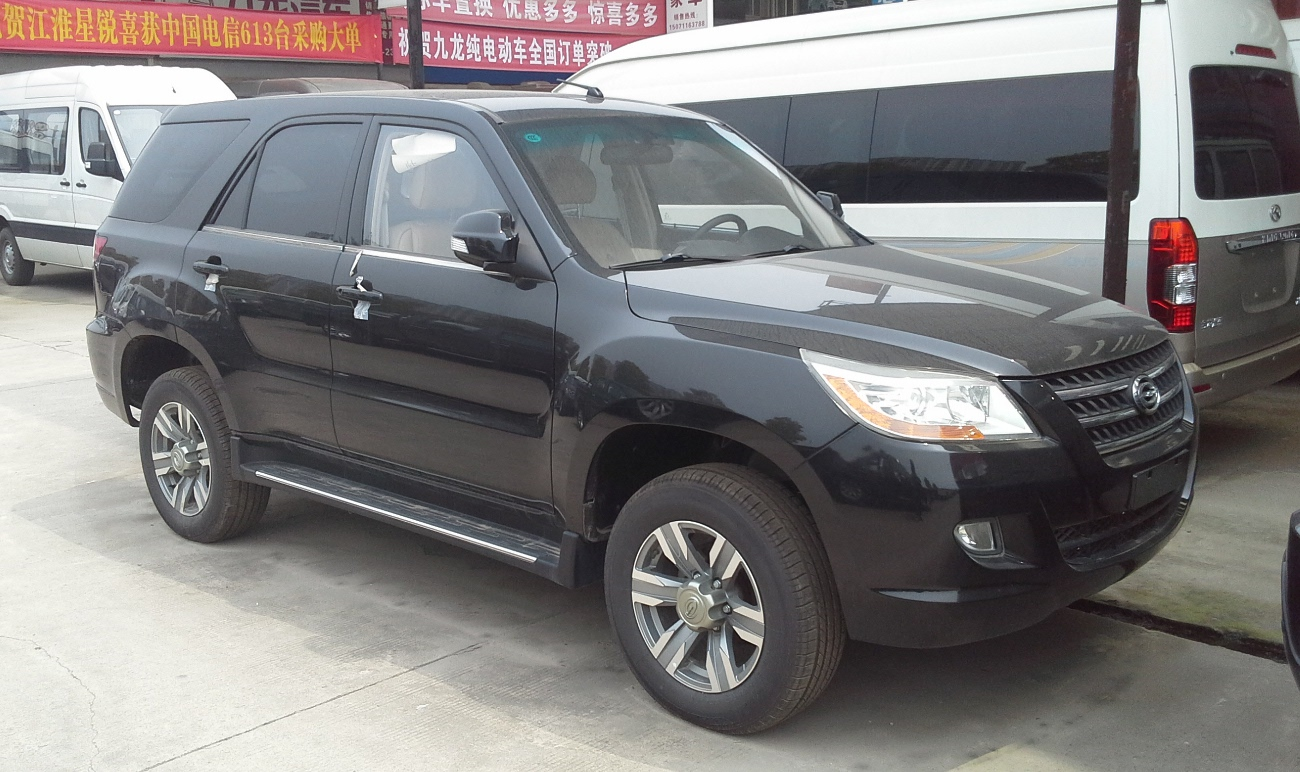
Gonow Aoosed G5

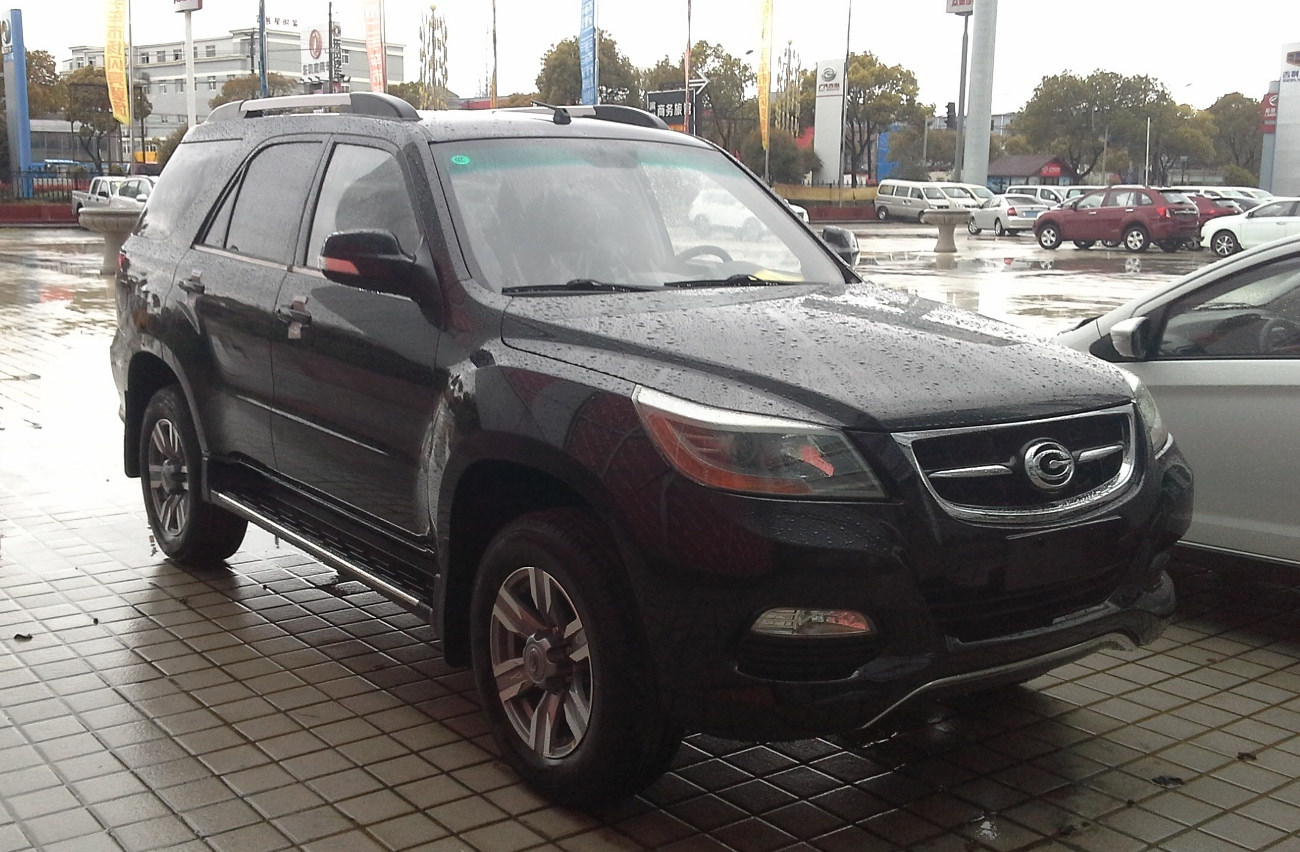
Gonow GX5

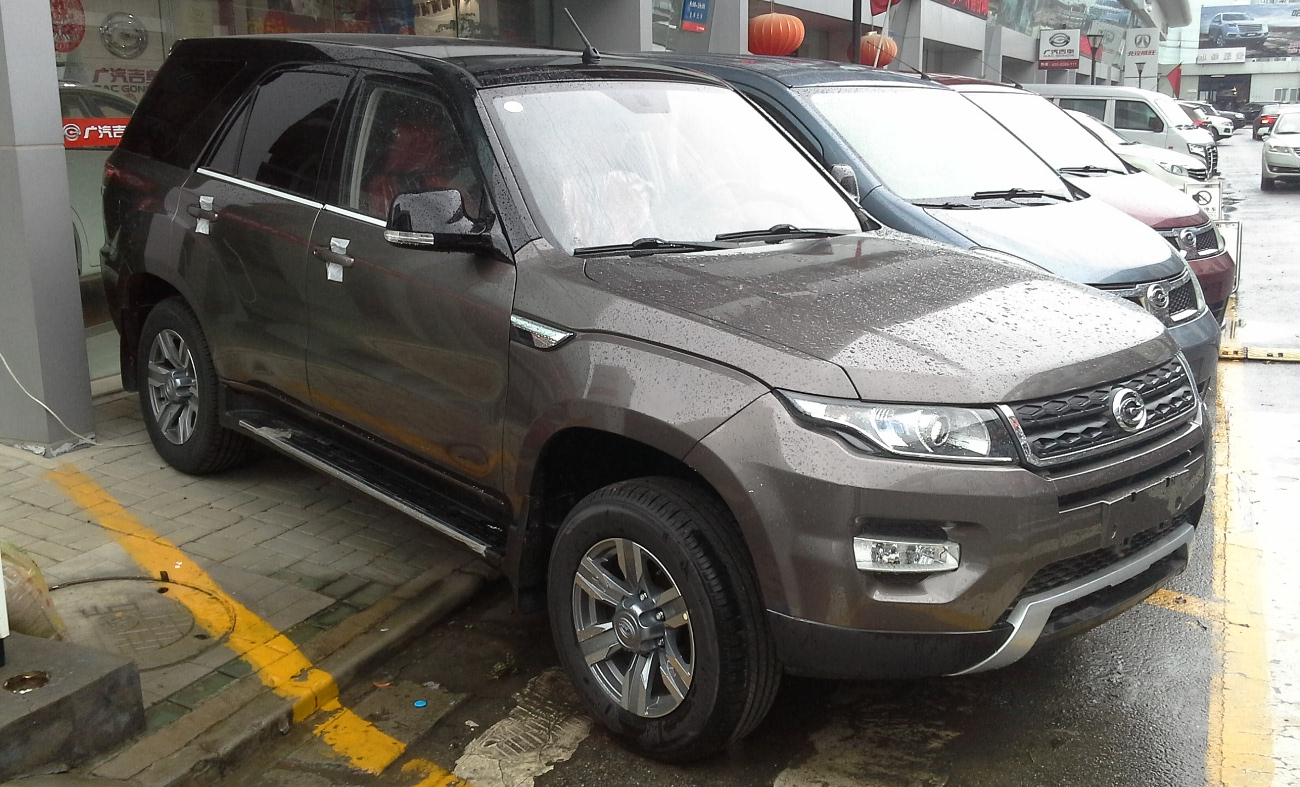
Gonow GX6

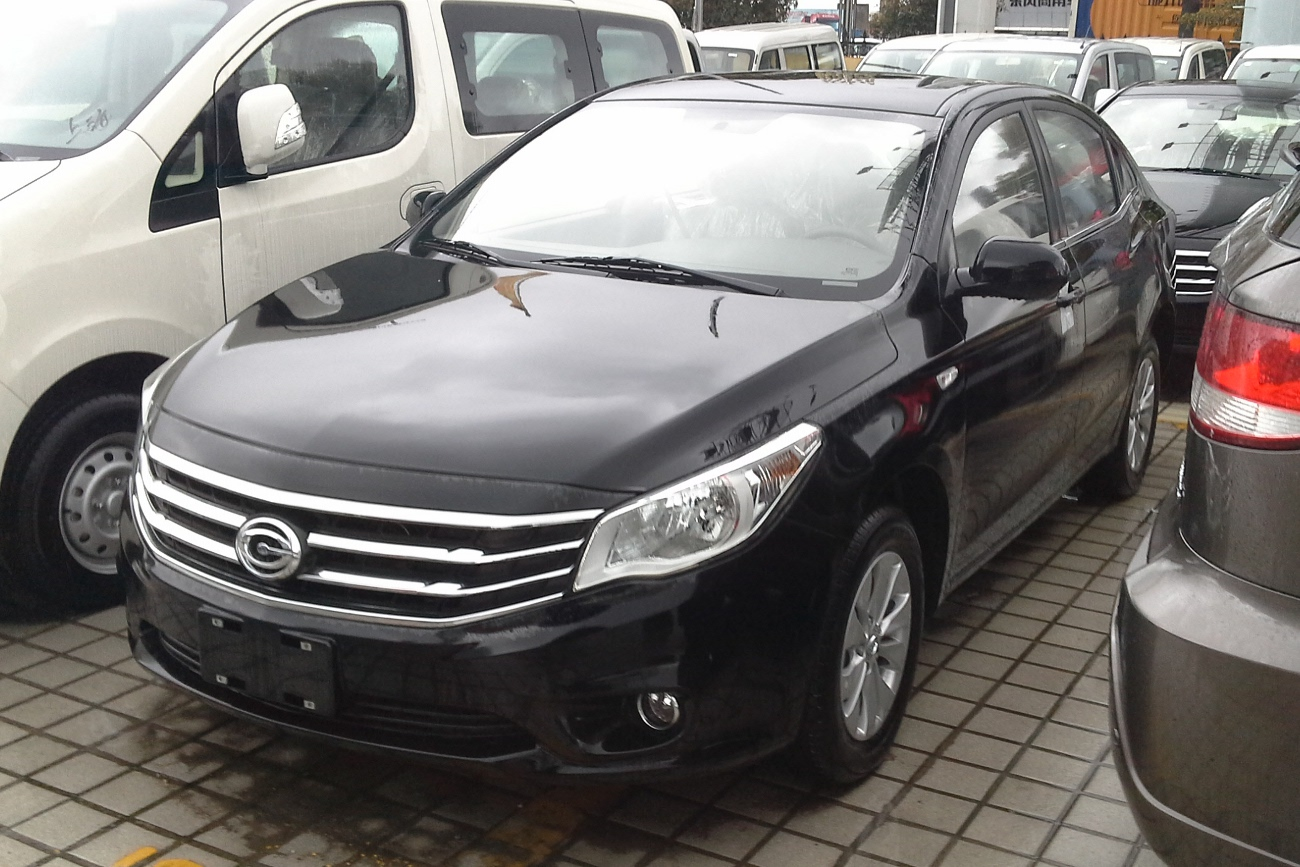
Gonow Emei

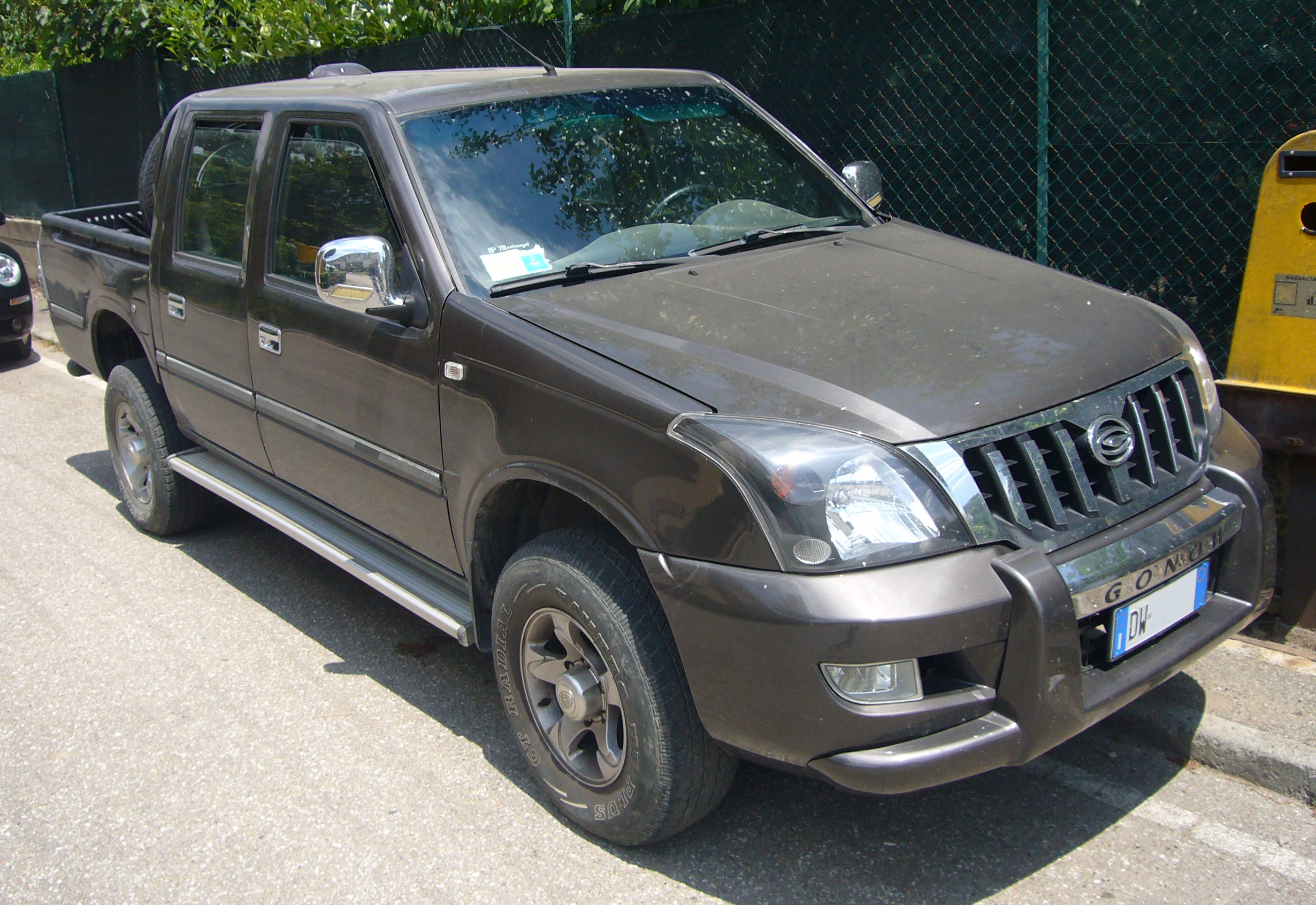
Gonow Troy

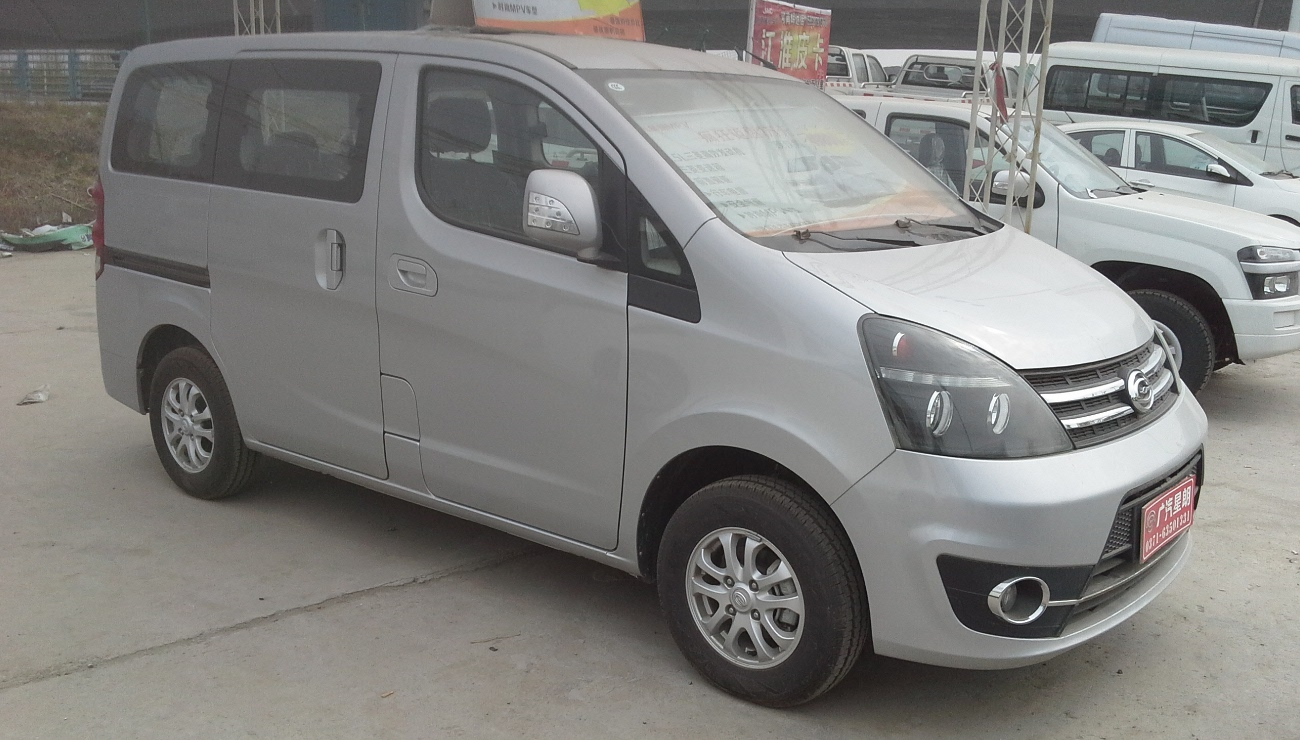
Gonow Xinglang

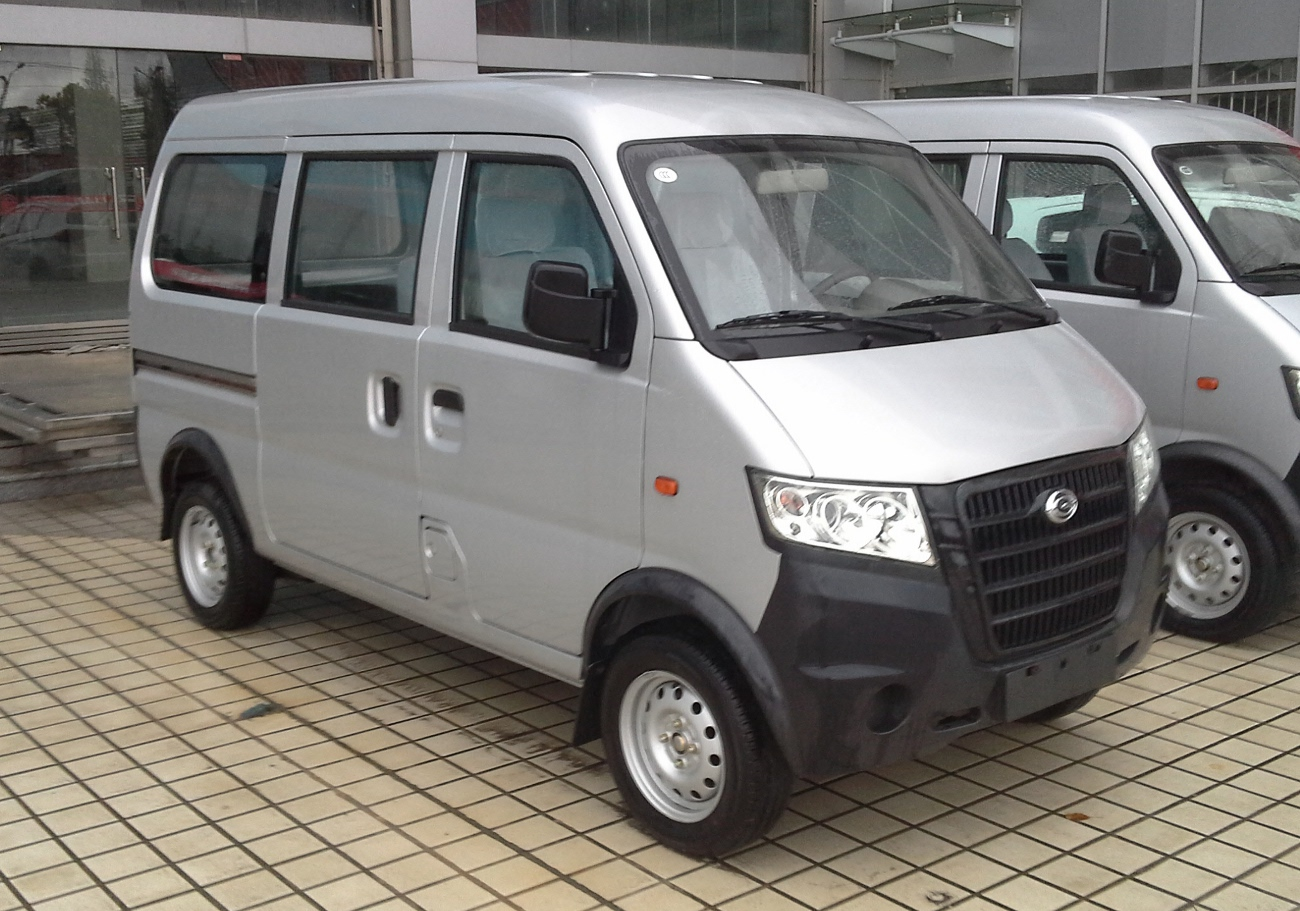
Gonow Xingwang

Gonow war eine Automarke aus der Volksrepublik China.

## Markengeschichte
Zhejiang Gonow Automobile aus Taizhou verwendete diese Marke ab 2004. GAC Gonow Automobile aus Hangzhou setzte die Produktion ab 2010 fort. 2016 wurde die Marke eingestellt. Ab 2009 wurden Fahrzeuge nach Italien exportiert und dort in der Klasse für Nutzfahrzeuge bis 3,5 Tonnen zugelassen.

## Fahrzeuge
Zunächst gab es das Modell GA 6460, das im Januar 2005 vom SUV Gonow Victor GA 6460 abgelöst wurde.
Er blieb bis 2007 im Angebot.
Ebenfalls ab 2004 gab es das SUV Gonow Jetstar GA 6490, für das 2005 eine Überarbeitung erfolgte.
Eine Umbenennung in Gonow GS50 folgte.
2005 erschien mit dem Gonow Sailing GA 6470 das nächste SUV. Außerdem ergänzte der fünfsitzige Pick-up Gonow Caiyun (auch Gonow Troy genannt) das Sortiment.
Der ab Juli 2005 produzierte Gonow Shaanxi Yimei war ein Minivan.
Im April 2006 erschien der Gonow GX6. Er wurde im Folgejahr zum Gonow GX6-2 modernisiert.
Außerdem kamen 2006 mit dem Gonow Mengjiang (auch Gonow Troy 2 genannt) sowie im Oktober 2006 mit dem Gonow Aoteng (auch Gonow Alter genannt) weitere Pick-ups mit fünf Sitzen auf den Markt.
Im April 2007 folgte der Gonow GS50-2.
Im August 2008 wurde mit dem Gonow Aobei der nächste fünfsitzige Pick-up präsentiert.
Für die Zeit danach sind die folgenden fünf Modelle bekannt: Gonow Aoosed G5 von 2011 bis 2016, Gonow Aoosed GX5 von 2012 bis 2014, Gonow GS50 von 2011 bis 2013, Gonow New Jetstar von 2011 bis 2013 und Gonow Xinglang von 2013 bis 2016.

## Produktions- und Zulassungszahlen
Nachstehend die Produktionszahlen, die Verkaufszahlen in China und die Zulassungszahlen von Nutzfahrzeugen in Italien, soweit bekannt.
| Jahr | Produktionszahlen | Verkaufszahlen in China | Nutzfahrzeug-Zulassungszahlen in Italien |
| ---- | ----------------- | ----------------------- | ---------------------------------------- |
| 2004 | 2.496             |                         |                                          |
| 2005 | 14.564            | 5.127                   |                                          |
| 2006 | 19.326            | 5.687                   |                                          |
| 2007 | 22.030            | 10.098                  |                                          |
| 2008 |                   | 9.401                   |                                          |
| 2009 |                   | 7.148                   | 1                                        |
| 2010 |                   | 8.236                   | 81                                       |
| 2011 |                   | 2.784                   | 174                                      |
| 2012 |                   | 5.473                   | 115                                      |
| 2013 |                   | 14.139                  | 78                                       |
| 2014 |                   | 45.522                  | 43                                       |
| 2015 |                   | 23.763                  | 27                                       |
| 2016 |                   | 311                     |                                          |

Eine andere Quelle nennt nur 11.438 verkaufte Fahrzeuge in China für das Jahr 2015.